# Sporting Clube de Portugal (hokej)
Momčad sportskog društva Sporting Clube de Portugal iz Lisabona je sedmerostruki prvak Portugala te također i jednom europski prvak u hokeju na koturaljkama.

## Uspjesi
Kup prvaka
- Pobjednik: 1977.
- Finalist: 1989.

Kup pobjednika kupova
- Pobjednik: 1981., 1985., 1991.
- Finalist: 1982., 1986.

Kup CERS
- Pobjednik: 1984.

Kup Kontinenta
- Finalist: 1981., 1985., 1991.

Prvak Portugala:
- 1939., 1975., 1976., 1977., 1978., 1982., 1988.

Pobjednik portugalskog kupa:
- 1977., 1978., 1984., 1990.

Pobjednik portugalskog superkupa:
- 1983.

Prvak 2. lige:
- 1970., 2004.

Prvak 3. lige
- 2000.

## Poveznice
- Sporting Clube de Portugal
- www.sporting.pt (na portugalskom)